# 후나카타정
후나카타정(船形町)은 지바현 아와군에 일찍이 존재했던 정이다. 현재의 다테야마시 북부에 해당한다.

## 역사
- 1889년 4월 1일 - 정촌제 시행에 수반해 헤이군 후나카타촌이 성립하였다.
- 1897년 
  - 4월 1일 - 헤이군이 아와군에 편입되었다.
  - 12월 1일 - 정으로 승격해 후나카타정이 되었다.
- 1939년 11월 3일 - 다테야마호조정, 나고정과 합병해, 다테야마시가 신설되어, 동일 후나카타정은 폐지되었다.

## 교통

### 철도
- 일본국유철도 (→ 동일본 여객철도)
  - 가사라즈선

### 도로
- 가사라즈 가도 (국도 제127호선)

## 관련링크
- 千葉県安房郡船形町 (12B0020021) - 歴史的行政区域データセットβ版